# Посёлок Центральной усадьбы совхоза Воробьёвский
Центральной усадьбы совхоза Воробьёвский — посёлок в Воробьёвском районе Воронежской области России.
Входит в состав Солонецкого сельского поселения.

## География

### Улицы
| - ул. 40 лет Победы, - ул. Зелёная, - ул. Интернациональная, - ул. Коммунальная, - ул. Ленинская, - ул. Лесная, - ул. Молодёжная, - ул. Новая, - ул. Огородная, | - ул. Прудовая, - ул. Рабочая, - ул. Раздольная, - ул. Рябиновая, - ул. Садовая, - ул. Солнечная, - ул. Центральная, - ул. Юбилейная. |

## История
В 1928 году на месте посёлка отмечена артель «Культура». В 1930 году создан колхоз «Воробьёвский». Центральная усадьба расположилась в посёлке, первоначально бывшем хутором и включавшим в себя, помимо усадьбы, 14 домов. В 1930 году посёлок вошёл в состав Квашинского сельского поселения. 
Совхоз и посёлок получили название по соседнему селу Воробьёвке - центру Воробьёвского района.

## Население
| 2010 |
| ---- |
| 1180 |